# Neoaleurotrachelus aphloiae
Neoaleurotrachelus aphloiae es un hemíptero de la familia Aleyrodidae, con una subfamilia: Aleyrodinae.
Fue descrita científicamente por primera vez por Takahashi & Mamet en 1952.